# Persone di nome Giovanni/Pittori
| Questa pagina contiene informazioni ricavate automaticamente dalle voci biografiche con l'ausilio del template Bio e di un bot. L'aggiornamento è periodico e automatico e ricostruisce completamente la pagina. Se manca una persona in questa lista, sei pregato di non aggiungerla, ma accertati piuttosto che la sua voce biografica contenga il template Bio e che i dati anagrafici siano correttamente compilati. Se il template Bio manca, inseriscilo tu stesso o, in alternativa, metti l'avviso {{tmp\|Bio}} che ne segnala la mancanza. Se i dati riportati sono sbagliati, correggi direttamente la voce biografica; le modifiche saranno visibili in questa lista entro pochi giorni. Per chiarimenti vedi il progetto antroponimi. La lista contiene solo le 483 persone che sono citate nell'enciclopedia e per le quali è stato implementato correttamente il template Bio. Pagina aggiornata al 6 ago 2025. |

Questa è una lista di persone presenti nell'enciclopedia che hanno il nome Giovanni e sono pittori.

## A(16)
- Giovanni Acci, pittore italiano (Firenze, n. 1910 - Pietrasanta, † 1979)
- Giovanni Acquaviva, pittore italiano (Marciana Marina, n. 1900 - Milano, † 1971)
- Giovanni Antonio Agostini, pittore e intagliatore italiano (Fielis, n. 1550 - Udine, † 1631)
- Giovanni Battista Alberoni, pittore e scenografo italiano (Bologna, n. 1703 - Bologna, † 1784)
- Giovanni Alberti, pittore italiano (Sansepolcro, n. 1558 - Roma, † 1601)
- Giovanni Altamura, pittore italiano (Firenze, n. 1852 - Spetses, † 1878)
- Giovanni Antonio Amato, pittore italiano (Napoli, n. 1475 - † 1555)
- Giovanni Battista Amigazzi, pittore italiano (Verona - † 1651)
- Giovanni Anastasi, pittore italiano (Senigallia, n. 1653 - Macerata, † 1704)
- Giovanni Andrea Ansaldo, pittore italiano (Voltri, n. 1584 - Genova, † 1638)
- Giovanni d'Apparecchiato, pittore italiano (Lucca)
- Andrea Appiani, pittore italiano (Milano, n. 1754 - Milano, † 1817)
- Giovanni Battista Arnaud, pittore italiano (Valgrana, n. 1853 - Caraglio, † 1910)
- Giovanni da Asola, pittore italiano (Brescia - Venezia, † 1531)
- Giovanni Avondo, pittore italiano (Balmuccia, n. 1763 - † 1829)
- Giovanni Battista Azzola, pittore italiano (Desenzano al Serio, n. 1614 - Albino, † 1689)

## B(72)
- Giovanni Raffaele Badaracco, pittore italiano (Genova, n. 1648 - Genova, † 1726)
- Giovanni Badile, pittore italiano (Verona, n. 1379 - Verona, † 1451)
- Giovanni Baglione, pittore italiano (Roma - Roma, † 1643)
- Giovanni Francesco Bagnoli, pittore italiano (Firenze, n. 1678 - Firenze, † 1712)
- Giovanni Battista Bagutti, pittore svizzero (Rovio, n. 1742 - Rovio, † 1823)
- Giovanni Balansino, pittore italiano (Savigliano, n. 1912 - Rescaldina, † 1986)
- Giovanni Maria Baldassini, pittore italiano (Gubbio, n. 1540 - † 1601)
- Giovanni Battista Baldi, pittore italiano (Castelnuovo del Garda, n. 1837 - Bologna, † 1920)
- Giovanni Balducci, pittore italiano (Firenze, n. 1560 - Napoli)
- Giovanni Baleison, pittore italiano (Demonte - † 1500)
- Giovanni Barbagelata, pittore italiano (Genova - Genova, † 1508)
- Giovanni Battista Barbiani, pittore italiano (Ravenna, n. 1593 - Ravenna, † 1650)
- Giovanni Battista Barca, pittore italiano (Mantova)
- Giovanni Baronzio, pittore italiano (Rimini - Rimini, † 1362)
- Giovanni Bartolena, pittore italiano (Livorno, n. 1866 - Livorno, † 1942)
- Giovanni Baschenis, pittore italiano
- Giovanni Battista, pittore italiano (Avellino, n. 1858 - Napoli, † 1925)
- Giovanni Bedini, pittore italiano (Bologna, n. 1844 - Bologna, † 1924)
- Giovanni Battista Beinaschi, pittore italiano (Fossano, n. 1636 - Napoli, † 1688)
- Giovanni Bellini, pittore italiano (Venezia - Venezia, † 1516)
- Giovanni Antonio Bellinzoni da Pesaro, pittore italiano (Pesaro, n. 1415 - Pesaro, † 1477)
- Giovanni Beltrami, pittore, illustratore e critico d'arte italiano (Milano, n. 1860 - Milano, † 1926)
- Giovanni Battista Benardelli, pittore, incisore e fotografo italiano (Cormons, n. 1819 - Trieste, † 1858)
- Ortolano, pittore italiano (Ferrara - † 1525)
- Giovanni Andrea Bertanza, pittore italiano (Padenghe sul Garda, n. 1570 - Salò, † 1630)
- Giovanni Lorenzo Bertolotto, pittore italiano (Genova, n. 1640 - Genova, † 1721)
- Giovanni Bertrami, pittore italiano (Pinerolo - Pinerolo)
- Giovanni Battista Bertucci il Giovane, pittore italiano (Faenza, n. 1539 - † 1614)
- Giovanni Battista Bertucci il Vecchio, pittore italiano (Faenza - Faenza, † 1516)
- Giovanni Battista Bertusio, pittore italiano (Bologna, n. 1577 - Bologna, † 1644)
- Giovanni Ambrogio Besozzi, pittore italiano (Milano, n. 1648 - Milano, † 1706)
- Giovanni Carlo Bevilacqua, pittore italiano (Venezia, n. 1775 - Venezia, † 1849)
- Giovanni Ambrogio Bevilacqua, pittore italiano (Milano)
- Giovanni Francesco Bezzi, pittore italiano (n. 1530 - † 1571)
- Giovanni Biasin, pittore e decoratore italiano (Venezia, n. 1835 - Rovigo, † 1912)
- Giovanni Bilivert, pittore italiano (Firenze, n. 1585 - Firenze, † 1644)
- Giovanni Andrea Biscaino, pittore italiano (Genova - Genova, † 1657)
- Giovanni Battista Biscarra, pittore, scultore e litografo italiano (Nizza, n. 1790 - Torino, † 1851)
- Giovanni Battista Bissoni, pittore italiano (Padova, n. 1576 - † 1636)
- Giovanni Bittante, pittore, stuccatore e decoratore italiano (Vicenza, n. 1633 - Castelfranco Veneto, † 1678)
- Giovanni Bizzelli, pittore italiano (n. 1556 - † 1612)
- Giovanni Francesco Boccaccini, pittore e decoratore italiano (Pistoia, n. 1786 - Messina, † 1877)
- Giovanni Boccati, pittore italiano (Camerino - † 1486)
- Giovanni Boldini, pittore italiano (Ferrara, n. 1842 - Parigi, † 1931)
- Giovanni Boldù, pittore e medaglista italiano
- Giovanni Bolla, pittore italiano (Parma, n. 1650 - Parma, † 1735)
- Giovanni Antonio Boltraffio, pittore italiano (Milano, n. 1467 - Milano, † 1516)
- Giovanni Ventura Borghesi, pittore e architetto italiano (Città di Castello, n. 1640 - † 1708)
- Giovanni Borgonovo, pittore italiano (Milano, n. 1881 - Milano, † 1975)
- Giovanni Maria Borri, pittore italiano (Sommariva del Bosco, n. 1811 - Torino, † 1876)
- Giovanni Angelo Borroni, pittore italiano (Cremona, n. 1684 - Milano, † 1772)
- Francesco Borzone, pittore italiano (Genova, n. 1625 - Genova, † 1679)
- Giovanni Battista Borzone, pittore italiano (Genova - Genova, † 1657)
- Domenico Bossi, pittore e miniaturista italiano (Trieste, n. 1767 - Monaco di Baviera, † 1853)
- Giovanni Maria Bottalla, pittore italiano (Savona, n. 1613 - Milano, † 1644)
- Giovanni Bottani, pittore italiano (Cremona, n. 1725 - Parma, † 1804)
- Giovanni Battista Botticchio, pittore italiano (Crema, n. 1619 - † 1666)
- Giovanni Francesco Braccioli, pittore italiano (Ferrara, n. 1697 - Ferrara, † 1762)
- Giovanni Brancaccio, pittore, incisore e scultore italiano (Pozzuoli, n. 1903 - Napoli, † 1975)
- Giovanni Briccio, pittore, drammaturgo e musicista italiano (Roma, n. 1579 - Roma, † 1645)
- Giovanni Brighenti, pittore italiano (Clusone, n. 1782 - Clusone, † 1861)
- Giovanni Battista Brughi, pittore italiano (Genova, n. 1660 - Roma, † 1730)
- Giovanni Brunelli, pittore italiano (Verona - Crema, † 1722)
- Giovanni Buffa, pittore, scultore e decoratore italiano (Casale Monferrato, n. 1871 - Milano, † 1954)
- Giovanni Buonconsiglio, pittore italiano (Montecchio Maggiore)
- Giovanni Antonio Burrini, pittore italiano (Bologna, n. 1656 - Bologna, † 1727)
- Giovanni Busato, pittore italiano (Vicenza, n. 1806 - Vicenza, † 1886)
- Giovanni Battista Busiri, pittore italiano (Roma, n. 1698 - Roma, † 1757)
- Giovanni Maria Butteri, pittore italiano (Firenze - Firenze, † 1606)
- Giovanni Cariani, pittore italiano (Fuipiano al Brembo - Venezia, † 1547)
- Guercino, pittore italiano (Cento, n. 1591 - Bologna, † 1666)
- Il Sodoma, pittore italiano (Vercelli, n. 1477 - Siena, † 1549)

## C(77)
- Giovanni Battista Caccioli, pittore italiano (Budrio, n. 1623 - Bologna, † 1675)
- Giovanni Cadioli, pittore e architetto italiano (Mantova - Mantova, † 1767)
- Giovanni Caliari, pittore italiano (Verona, n. 1802 - Verona, † 1850)
- Giovanni Battista Calò, pittore italiano (Barletta, n. 1832 - Barletta, † 1895)
- Giovanni Cambiaso, pittore italiano (Val Polcevera, n. 1495 - † 1579)
- Giovanni Domenico Campiglia, pittore e incisore italiano (Lucca, n. 1692 - Roma, † 1775)
- Giovanni Campovecchio, pittore italiano (Mantova, n. 1754 - Napoli, † 1804)
- Canaletto, pittore e incisore italiano (Venezia, n. 1697 - Venezia, † 1768)
- Giovanni Canavesio, pittore italiano (Pinerolo - † 1500)
- Giovanni Angelo Canini, pittore e incisore italiano (Roma, n. 1609 - Roma, † 1666)
- Giovanni Battista Cantalupi, pittore italiano (Miasino, n. 1732 - Miasino, † 1780)
- Giovanni Canti, pittore italiano (Parma, n. 1653 - Mantova, † 1716)
- Giovanni Domenico Cappellino, pittore italiano (Genova, n. 1580 - Genova, † 1651)
- Giovanni Antonio Cappello, pittore italiano (Brescia, n. 1669 - Brescia, † 1741)
- Giovanni Capranesi, pittore e disegnatore italiano (Roma, n. 1852 - Roma, † 1921)
- Battistello Caracciolo, pittore italiano (Napoli, n. 1578 - Napoli, † 1635)
- Giovanni Stefano Caramia, pittore italiano (Martina Franca, n. 1630 - Martina Franca, † 1698)
- Giovanni Carboncino, pittore italiano (Venezia - Venezia)
- Giovanni Bernardo Carbone, pittore italiano (Genova, n. 1614 - Genova, † 1683)
- Giovanni Paolo Cardone, pittore italiano (L'Aquila - L'Aquila)
- Giovanni Domenico Caresana, pittore e stuccatore svizzero (Cureglia, n. 1568 - Riva San Vitale, † 1619)
- Giovanni Carlone, pittore italiano (Genova, n. 1584 - Milano, † 1631)
- Giovanni Battista Carlone, pittore italiano (Genova, n. 1603 - Parodi Ligure)
- Giovanni Andrea Carlone, pittore italiano (Genova, n. 1639 - Genova, † 1697)
- Giovanni Carnovali, pittore italiano (Montegrino Valtravaglia, n. 1804 - Coltaro, † 1873)
- Giovanni Caroto, pittore italiano (Verona, n. 1488 - † 1566)
- Giovanni Battista Carpanetto, pittore e pubblicitario italiano (Torino, n. 1863 - Torino, † 1928)
- Giovanni Battista Cartei, pittore italiano
- Giovanni Battista Casanova, pittore italiano (Venezia, n. 1730 - Dresda, † 1795)
- Giovanni Andrea Casella, pittore svizzero (Carona, n. 1619 - Carona)
- Giovanni Battista Casoni, pittore italiano (Lerici, n. 1610 - Genova, † 1686)
- Giovanni Francesco Cassana, pittore italiano (Borghetto di Vara, n. 1611 - Mirandola, † 1690)
- Giovanni Agostino Cassana, pittore italiano (Venezia - Genova, † 1720)
- Giovanni Battista Castagneto, pittore italiano (Genova, n. 1851 - Rio de Janeiro, † 1900)
- Giovanni Paolo Castelli, pittore italiano (Roma, n. 1659 - Roma)
- Battista Castello, pittore, miniatore e orafo italiano (Genova, n. 1547 - Genova, † 1637)
- Giovanni Benedetto Castiglione, pittore e incisore italiano (Genova, n. 1609 - Mantova, † 1664)
- Giovanni Cavalleri, pittore italiano (Sabbio, n. 1858 - Levate, † 1934)
- Giovanni Battista Cavazza, pittore italiano (Bologna, n. 1620)
- Giovanni Ceffis, pittore italiano († 1688)
- Giovanni Charlier, pittore italiano (n. 1380 - Venezia, † 1443)
- Giovanni Battista Chiappe, pittore italiano (Novi Ligure, n. 1691 - † 1768)
- Giovanni Battista Chiocchetti, pittore italiano (Moena, n. 1843 - Trento, † 1917)
- Giovanni Maria Chiodarolo, pittore italiano (Bologna - Bologna)
- Giovanni Chizzoletti, pittore italiano (Bergamo)
- Giovanni Camillo Ciabilli, pittore e poeta italiano (Castello di Signa, n. 1675 - Firenze, † 1746)
- Giovanni Cianfanini, pittore italiano (n. 1462 - † 1542)
- Cimabue, pittore italiano (Firenze, n. 1240 - Pisa, † 1302)
- Giovanni Battista Cimaroli, pittore italiano (Salò, n. 1687 - Venezia, † 1771)
- Giovanni Cinqui, pittore italiano (Scarperia, n. 1667 - Firenze, † 1743)
- Giovanni Battista Ciolina, pittore italiano (Toceno, n. 1870 - Toceno, † 1955)
- Giovanni Battista Cipriani, pittore e disegnatore italiano (Firenze, n. 1727 - Hammersmith e Fulham, † 1785)
- Giovanni Ciusa Romagna, pittore italiano (Nuoro, n. 1907 - Nuoro, † 1958)
- Giovanni Claret, pittore italiano (n. 1599 - Savigliano, † 1679)
- Giovanni Colacicchi, pittore italiano (Anagni, n. 1900 - Firenze, † 1992)
- Giovanni Coli, pittore italiano (Monte San Quirico, n. 1636 - Lucca, † 1681)
- Giovanni Colmo, pittore italiano (Torino, n. 1867 - Torino, † 1947)
- Giovanni Battista Colomba, pittore, architetto e decoratore svizzero (Arogno, n. 1638 - Varsavia, † 1693)
- Giovanni Colombo, pittore italiano (Busnago, n. 1908 - Gaggiano, † 1972)
- Giovanni Conca, pittore italiano (Gaeta - Roma, † 1771)
- Giovanni Consolazione, pittore e artista italiano (Gravina in Puglia, n. 1908 - Roma, † 1964)
- Giovanni Contarini, pittore italiano (Venezia, n. 1549)
- Giovanni Maria Conti della Camera, pittore italiano (Parma, n. 1614 - Parma, † 1670)
- Giovanni Andrea Coppola, pittore italiano (Gallipoli, n. 1597 - Gallipoli, † 1659)
- Giovanni di Corraduccio, pittore italiano (Foligno)
- Giovanni Vincenzo Corso, pittore italiano (Napoli, n. 1490 - † 1545)
- Giovanni Giuseppe Cosattini, pittore italiano (Udine, n. 1625 - Udine, † 1699)
- Giovanni Costa, pittore, militare e politico italiano (Roma, n. 1826 - Marina di Pisa, † 1903)
- Giovanni Francesco Costa, pittore, architetto e scenografo italiano (Venezia, n. 1711 - Venezia, † 1772)
- Giovanni Costantini, pittore e decoratore italiano (Roma, n. 1872 - Roma, † 1947)
- Giovanni Battista Crema, pittore italiano (Ferrara, n. 1883 - Roma, † 1964)
- Giovanni Battista Crescenzi, pittore italiano (n. 1577 - † 1635)
- Giovanni Filippo Criscuolo, pittore italiano (Gaeta, n. 1495)
- Giovanni Angelo Criscuolo, pittore italiano (Cosenza, n. 1500 - † 1573)
- Giovanni di Bartolomeo Cristiani, pittore italiano (Pistoia)
- Giovanni Battista Cromer, pittore italiano (Padova, n. 1665 - Padova, † 1745)
- Giovanni Antonio Cucchi, pittore italiano (Campiglia Cervo, n. 1690 - Milano, † 1771)

## D(37)
- Giovanni Battista Bassano, pittore italiano (Bassano del Grappa, n. 1553 - Bassano del Grappa, † 1613)
- Giovanni Angelo D'Amato, pittore italiano (Maiori)
- Giovanni Stefano Danedi, pittore italiano (Treviglio, n. 1612 - Milano, † 1690)
- Giovanni Andrea Darif, pittore italiano (Venezia, n. 1801 - Milano, † 1870)
- Giovanni David, pittore e incisore italiano (Cabella, n. 1743 - Genova, † 1790)
- Giovanni Battista De Andreis, pittore e incisore italiano (Badalucco, n. 1938)
- Martino De Boni, pittore italiano (Venezia, n. 1753 - Roma)
- Giovanni Andrea De Ferrari, pittore italiano (Genova, n. 1598 - Genova, † 1669)
- Giovanni Antonio De Lagaia, pittore svizzero (Ascona - Roma, † 1532)
- Giovanni Andrea De Magistris, pittore italiano (Caldarola)
- Giovanni Andrea De Magistris, pittore italiano (Como, n. 1460 - † 1532)
- Giovanni De Min, pittore e incisore italiano (Belluno, n. 1786 - Tarzo, † 1859)
- Giovanni Ambrogio de Predis, pittore e miniaturista italiano (Milano, † 1509)
- Giovanni De Vecchi, pittore italiano (Borgo Sansepolcro - Roma, † 1614)
- Giovanni Battista Del Sole, pittore italiano (Milano)
- Giovanni Battista Derchi, pittore e decoratore italiano (San Pier d'Arena, n. 1879 - San Pier d'Arena, † 1912)
- Jean Discart, pittore italiano (Modena, n. 1855 - Parigi, † 1940)
- Giovan Battista Discepoli, pittore svizzero (Lugano - Milano)
- Giovanni Paolo Donati, pittore italiano (L'Aquila)
- Giovanni Andrea Donducci, pittore italiano (Bologna, n. 1575 - † 1655)
- Dosso Dossi, pittore italiano (San Giovanni del Dosso - Ferrara, † 1542)
- Giovanni Evangelista Draghi, pittore italiano (Genova, n. 1654 - Piacenza, † 1712)
- Giovanni da Taranto, pittore italiano (Taranto)
- Giovanni dal Ponte, pittore italiano (Firenze, n. 1385 - Firenze, † 1457)
- Giovanni De Gregorio, pittore italiano (Pietrafesa - † 1656)
- Il Pordenone, pittore italiano (Pordenone - Ferrara, † 1539)
- Giovanni Angelo d'Antonio, pittore italiano (Bolognola - † 1481)
- Giovanni da Bologna, pittore italiano (Bologna)
- Giovanni Antonio da Meschio, pittore italiano (Vittorio Veneto)
- Giovanni Francesco da Rimini, pittore italiano (Rimini)
- Giovanni de Campo, pittore italiano
- Giovanni Antonio De Pieri, pittore italiano (Vicenza, n. 1671 - Vicenza, † 1751)
- Giovanni del Giglio, pittore spagnolo (Sassari - Sassari, † 1554)
- Giovanni Battista della Marca, pittore italiano (Montenovo, n. 1532 - Perugia, † 1592)
- Giovanni Battista della Rovere, pittore italiano (Milano, n. 1561 - Milano, † 1627)
- Giovanni Maria delle Piane, pittore italiano (Genova, n. 1660 - Monticelli d'Ongina, † 1745)
- Giovanni di Lorenzo, pittore italiano (Siena, n. 1487 - Siena, † 1562)

## E(1)
- Giovanni Battista e Giuseppe Epis, pittore italiano (Gavarno, n. 1829 - Bergamo, † 1880)

## F(15)
- Giovanni di Pietro Falloppi, pittore italiano (Modena)
- Giovanni Antonio Fasolo, pittore italiano (Mandello del Lario, n. 1530 - Vicenza, † 1572)
- Giovanni Fattori, pittore e incisore italiano (Livorno, n. 1825 - Firenze, † 1908)
- Giovanni Fei, pittore italiano
- Giovanni Battista Ferrari, pittore italiano (Brescia, n. 1829 - Milano, † 1906)
- Giovanni Domenico Ferretti, pittore italiano (Firenze, n. 1692 - Firenze, † 1768)
- Giovanni Battista Fiammeri, pittore, presbitero e scultore italiano (Firenze, n. 1530 - † 1606)
- Giovanni Battista Fiorini, pittore italiano
- Giovanni Paolo Fondulli, pittore italiano (Cremona)
- Giambattista Fontana, pittore e incisore italiano (Verona, n. 1541 - Innsbruck, † 1587)
- Giovanni Fossa, pittore italiano (Belluno, n. 1645 - Belluno, † 1732)
- Giovanni di Francesco, pittore italiano (Arezzo, n. 1412 - Firenze, † 1458)
- Giovanni Battista Frulli, pittore italiano (Bologna, n. 1765 - Bologna, † 1837)
- Giovanni Fulco, pittore italiano (Messina, n. 1605 - Roma, † 1680)
- Giovanni Antonio Fumiani, pittore italiano (Venezia - Venezia, † 1710)

## G(55)
- Giovanni Gaddi, pittore italiano († 1383)
- Giovanni da Gaeta, pittore italiano (Gaeta)
- Giovanni Gagino, pittore italiano (Fossano, n. 1924 - Cuneo, † 2014)
- Giovanni Gaibazzi, pittore italiano (Parma, n. 1808 - Parma, † 1888)
- Giovanni Galizi De Vecchi, pittore italiano (San Pellegrino Terme)
- Giovanni Maria Galli da Bibbiena, pittore italiano (Bibbiena, n. 1625 - Bologna, † 1665)
- Giovanni Antonio Galli, pittore italiano (Roma, n. 1585 - Roma, † 1652)
- Giovanni Antonio Galliari, pittore e scenografo italiano (Andorno Micca, n. 1714 - Milano, † 1783)
- Giovanni Gallucci, pittore italiano (Ancona, n. 1815 - Ancona, † 1885)
- Giovanni Gasparro, pittore, incisore e scenografo italiano (Bari, n. 1983)
- Giovanni di Giacomo Gavazzi, pittore italiano (Poscante)
- Bonaventura Genelli, pittore e illustratore tedesco (Berlino, n. 1798 - Weimar, † 1868)
- Giovanni Battista Ghirardini, pittore italiano (Modena, n. 1655 - † 1723)
- Giovanni Paolo Ghianda, pittore italiano (Como, n. 1593 - Como, † 1637)
- Giovanni Ghirlandini, pittore italiano (Valeggio sul Mincio, n. 1725)
- Giovanni Ghisolfi, pittore italiano (Milano, n. 1623 - † 1683)
- Giovanni Giacometti, pittore svizzero (Borgonovo di Stampa, n. 1868 - Les Planches, † 1933)
- Giovanni Giani, pittore, medaglista e incisore italiano (Torino, n. 1866 - Torino, † 1936)
- Giovanni Battista Gigola, pittore e miniaturista italiano (Brescia, n. 1767 - Tremezzo, † 1841)
- Giovanni Antonio di Amato il Giovane, pittore italiano (Napoli, n. 1535)
- Giovanni Bernardino Azzolino, pittore italiano (Cefalù, n. 1572 - Napoli, † 1645)
- Giovanni da Milano, pittore italiano (Caversaccio, n. 1325)
- Giovanni del Biondo, pittore italiano (Pratovecchio - † 1398)
- Giovanni Pietro da Cemmo, pittore italiano
- Giovanni da Volpino, pittore italiano (Volpino)
- Giovanni di Paolo, pittore italiano (Siena - Siena, † 1482)
- Giovanni Agostino da Lodi, pittore italiano (Lodi)
- Giovanni d'Alemagna, pittore italiano (Padova, † 1450)
- Giovanni da Rimini, pittore italiano (Rimini - Rimini)
- Giovanni Maria da Brescia, pittore italiano
- Giovanni Matteo da Treviso, pittore italiano
- Giovanni di Bonino, pittore italiano
- Giovanni da Mel, pittore italiano (Tai di Cadore - Belluno, † 1549)
- Giovanni da Asciano, pittore italiano (Asciano)
- Giovanni Frangi, pittore e artista italiano (Milano, n. 1959)
- Giovanni di Nicola, pittore italiano (Pisa - Pisa)
- Giovanni della Miseria, pittore e religioso italiano (Casalciprano - Madrid, † 1616)
- Giovanni da Riolo, pittore italiano
- Giovanni da Sulmona, pittore italiano (Sulmona)
- Giovanni Battista di Giovannofrio, pittore italiano
- Giovanni Giuliani, pittore e incisore italiano (Venezia, n. 1893 - Mogliano Veneto, † 1965)
- Giovanni Pietro Gnocchi, pittore italiano (Milano, n. 1553 - † 1609)
- Giovanni Governato, pittore, incisore e scultore italiano (Saluzzo, n. 1889 - Genova, † 1951)
- Giovanni Grande, pittore italiano (Torino, n. 1887 - Torino, † 1937)
- Giovanni Michele Graneri, pittore italiano (Torino, n. 1708 - Torino, † 1762)
- Giovanni Battista Grassi, pittore italiano (Udine - Udine, † 1578)
- Giovanni Antonio Grecolini, pittore italiano (Roma, n. 1675 - Roma, † 1736)
- Giovanni Grevenbroeck, pittore olandese (Paesi Bassi, n. 1650 - Milano)
- Giovanni Francesco Grimaldi, pittore e architetto italiano (Bologna, n. 1606 - Roma, † 1680)
- Giovanni Battista Grone, pittore e scenografo italiano (Venezia, n. 1682 - Dresda, † 1748)
- Giovanni Antonio de Groot, pittore italiano (Arona, n. 1664 - Scopa, † 1712)
- Giovanni Demio, pittore italiano (Schio)
- Giovanni Guarlotti, pittore italiano (Galliate, n. 1869 - Torino, † 1954)
- Giovanni Guerra, pittore e disegnatore italiano (Modena, n. 1544 - Roma, † 1618)
- Giovanni Francesco Guerrieri, pittore italiano (Fossombrone, n. 1589 - Pesaro, † 1657)

## J(1)
- Giovanni Andrea Jannelli, pittore italiano (Castroreale)

## K(1)
- Giovanni Korompay, pittore italiano (Venezia, n. 1904 - Rovereto, † 1988)

## L(26)
- Giovanni Bernardo Lama, pittore italiano
- Giovanni Battista Lama, pittore italiano (n. 1673 - † 1748)
- Giovanni Battista Lampi, pittore italiano (Romeno, n. 1751 - Vienna, † 1830)
- Giovanni Battista Lanceni, pittore e scrittore italiano (Verona, n. 1659 - Verona, † 1737)
- Giovanni Lanfranco, pittore italiano (Parma, n. 1582 - Roma, † 1647)
- Giovanni di Lorenzo Larciani, pittore italiano (n. 1484 - † 1527)
- Giovanni Antonio Lazzari, pittore italiano (Venezia, n. 1639 - † 1713)
- Giovanni Andrea Lazzarini, pittore e poeta italiano (Pesaro, n. 1710 - Pesaro, † 1801)
- Menghino, pittore e scultore italiano (Viareggio, n. 1923 - Torre del Lago Puccini, † 2003)
- Giovanni Lentini il Vecchio, pittore, scenografo e decoratore italiano (Trapani, n. 1830 - Palermo, † 1898)
- Giovanni Lentini il Giovane, pittore italiano (Palermo, n. 1882 - Milano, † 1948)
- Giovanni Antonio Licinio, pittore italiano (Venezia, n. 1515 - Como, † 1576)
- Giovanni Antonio Licinio, pittore e vetraio italiano (Murano)
- Giovanni Ermanno Ligozzi, pittore italiano (Verona, n. 1525 - † 1605)
- Giovanni Battista Livizzani, pittore e poeta italiano
- Giovanni Battista Lodi da Cremona, pittore italiano (Cremona, n. 1520 - Cremona, † 1612)
- Giovanni Paolo Lomazzo, pittore italiano (Milano, n. 1538 - Milano, † 1592)
- Giovanni Domenico Lombardi, pittore italiano (Lucca, n. 1682 - † 1751)
- Giovanni Lombardo Calamia, pittore italiano (Palermo, n. 1849 - † 1894)
- Giovanni Lomi, pittore e baritono italiano (Livorno, n. 1889 - Livorno, † 1969)
- Giovanni Battista Lorenzetti, pittore italiano (Verona, † 1668)
- Giovanni Luca Lucci, pittore italiano (Fabriano, n. 1637 - † 1740)
- Giovanni Luce, pittore italiano (Eboli)
- Giovanni Battista Lucini, pittore italiano (Vaiano Cremasco, n. 1639 - Crema, † 1686)
- Giovanni Battista Lusieri, pittore italiano (Roma, n. 1755 - Atene, † 1821)
- Lo Scheggia, pittore italiano (San Giovanni Valdarno, n. 1406 - Firenze, † 1486)

## M(47)
- Giovanni di Mastro Pedrino, pittore e storico italiano (Forlì - Forlì, † 1465)
- Giovanni Battista Maganza, pittore e poeta italiano (Calaone - Vicenza, † 1586)
- Giovanni Maggi, pittore e incisore italiano (Roma, n. 1566 - Roma, † 1630)
- Giovanni Balilla Magistri, pittore italiano (Milano, n. 1909 - Santa Margherita Ligure, † 1972)
- Giovanni Andrea Magliuolo, pittore italiano
- Giovanni Maimeri, pittore e imprenditore italiano (Varano, n. 1884 - Milano, † 1951)
- Giovanni Motta, pittore italiano (Bozzolo, n. 1753 - Cremona, † 1817)
- Giovanni Malesci, pittore e decoratore italiano (Vicchio, n. 1884 - Milano, † 1969)
- Giovanni Battista Manna, pittore e poeta italiano (Catania, n. 1570 - Roma, † 1640)
- Giovanni da San Giovanni, pittore italiano (San Giovanni Valdarno, n. 1592 - Firenze, † 1636)
- Giovanni Mansueti, pittore italiano
- Giovanni Mantovano, pittore italiano
- Giovanni Manzolini, pittore, scultore e anatomista italiano (Bologna, n. 1700 - Bologna, † 1755)
- Giovanni March, pittore italiano (Tunisi, n. 1894 - Livorno, † 1974)
- Giovanni Marchini, pittore italiano (Forlì, n. 1877 - Forlì, † 1946)
- Giovanni Francesco Marchini, pittore italiano (Como, n. 1672 - † 1745)
- Giovanni Marghinotti, pittore italiano (Cagliari, n. 1798 - Cagliari, † 1865)
- Giovanni Antonio Mari, pittore italiano (Torino - Torino, † 1731)
- Giovanni Marinoni, pittore italiano (Desenzano al Serio)
- Giambattista Mariotti, pittore italiano (Vicenza, n. 1690 - Venezia, † 1749)
- Giovanni Marracci, pittore e disegnatore italiano (Torcigliano di Camaiore, n. 1637 - Lucca, † 1704)
- Giovanni Martinelli, pittore italiano (Montevarchi, n. 1600 - Firenze, † 1659)
- Giovanni Martini, pittore italiano (Udine - Udine, † 1535)
- Giovanni Stefano Marucelli, pittore, architetto e ingegnere italiano (Firenze, n. 1586 - † 1646)
- Giovanni Battista Marzuttini, pittore e musicista italiano (Udine, n. 1863 - Fauglis, † 1943)
- Giovanni Masi, pittore e incisore italiano (Ferrara, n. 1771 - Ferrara, † 1827)
- Giovanni Mattio, pittore italiano (Cuneo, n. 1949)
- Giovanni Mazone, pittore italiano (Alessandria, n. 1433 - Genova, † 1511)
- Giovanni Mazzucco, pittore italiano (Mondovì)
- Giovanni Melarangelo, pittore italiano (Teramo, n. 1903 - Teramo, † 1978)
- Giovanni Battista Mengardi, pittore e restauratore italiano (Padova, n. 1738 - Venezia, † 1796)
- Giovanni Battista Merano, pittore italiano (Genova, n. 1632 - Piacenza, † 1698)
- Giovanni Battista Mercati, pittore e incisore italiano (Borgo Sansepolcro, n. 1591 - Roma)
- Giovanni Merenda, pittore e scrittore italiano (Messina, n. 1942 - Messina, † 2018)
- Giovanni Antonio Merli, pittore italiano (Galliate)
- Giovanni Battista Michelini, pittore italiano (Foligno, n. 1604 - † 1655)
- Giovanni Migliara, pittore e scenografo italiano (Alessandria, n. 1785 - Milano, † 1837)
- Giovanni Nicolò Miretto, pittore italiano
- Giovanni Antonio Molineri, pittore italiano (Savigliano, n. 1577 - Savigliano, † 1631)
- Giovanni Andrea Mones, pittore e architetto italiano (Casalmaggiore, n. 1759 - Mantova, † 1803)
- Giovanni Monevi, pittore italiano (Visone, n. 1637 - Visone, † 1714)
- Giovanni da Monte, pittore e decoratore italiano (Monte Cremasco, n. 1500 - † 1580)
- Giovanni Battista Monti, pittore italiano (Genova - † 1657)
- Donato Montorfano, pittore italiano (Milano)
- Giovanni Maria Morandi, pittore italiano (Firenze, n. 1622 - Roma, † 1717)
- Giovanni Murari, pittore italiano (Verona, n. 1669)
- Giovanni Muzzioli, pittore italiano (Modena, n. 1854 - Modena, † 1894)

## N(6)
- Giovanni da Udine, pittore, decoratore e architetto italiano (Udine, n. 1487 - Roma, † 1561)
- Giovanni Battista Naldini, pittore italiano (Firenze, n. 1535 - Firenze, † 1591)
- Giovanni Pietro Naldini, pittore italiano (Settignano, n. 1580 - Prato, † 1642)
- Giovanni Antonio Nessoli, pittore italiano
- Giovanni Nonnis, pittore italiano (Nuoro, n. 1929 - Nuoro, † 1975)
- Giovanni Novaresio, pittore italiano (Napoli, n. 1919 - Godiasco Salice Terme, † 1997)

## O(4)
- Giovanni Odazzi, pittore italiano (Roma, n. 1663 - Roma, † 1731)
- Giovanni Omiccioli, pittore italiano (Roma, n. 1901 - Roma, † 1975)
- Antonio Orgiazzi, pittore italiano (Varallo, n. 1709 - Varallo, † 1788)
- Giovanni di Ottonello, pittore italiano (Bologna)

## P(36)
- Giovanni Battista Pacetti, pittore italiano (Città di Castello, n. 1593 - † 1630)
- Giovanni Paderna, pittore italiano
- Giovanni Pagani, pittore italiano (Monterubbiano)
- Giovanni Battista Paggi, pittore italiano (Genova, n. 1554 - Genova, † 1627)
- Giovanni Pagliarini, pittore italiano (Ferrara, n. 1809 - Ferrara, † 1878)
- Giovanni Pallavera, pittore italiano (Cremona, n. 1818 - Milano, † 1886)
- Giovanni Antonio Pandolfi, pittore italiano (Pesaro)
- Giovanni Paolo Pannini, pittore, architetto e scenografo italiano (Piacenza, n. 1691 - Roma, † 1765)
- Giovanni Panza, pittore italiano (Miseno, n. 1894 - Napoli, † 1989)
- Giovanni Battista Parodi, pittore italiano (Genova, n. 1674 - Milano, † 1730)
- Giovanni Battista Pasqualini, pittore, intagliatore e incisore italiano (Cento, n. 1595 - † 1631)
- Giovanni Battista Passeri, pittore e biografo italiano (Roma - Roma, † 1679)
- Giovanni Antonio Pellegrini, pittore italiano (Venezia, n. 1675 - Venezia, † 1741)
- Giovanni Perego, pittore, scenografo e architetto italiano (Milano, n. 1776 - Milano, † 1817)
- Giovanni Peruzzini, pittore italiano (Urbania - Milano, † 1694)
- Giovanni Petucco, pittore, scultore e ceramista italiano (Nove, n. 1910 - Nove, † 1961)
- Giovanni Pezzotta, pittore italiano (Albino, n. 1838 - Bergamo, † 1911)
- Giovanni da Piamonte, pittore italiano (Moncalieri)
- Giovanni Piancastelli, pittore italiano (Castel Bolognese, n. 1845 - Bologna, † 1926)
- Giovanni Domenico Piastrini, pittore italiano (Pistoia, n. 1680 - Roma, † 1740)
- Giovanni Battista Piazzetta, pittore italiano (Venezia, n. 1682 - Venezia, † 1754)
- Giovanni Pintori, pittore e designer italiano (Tresnuraghes, n. 1912 - Milano, † 1999)
- Giovanni Antonio Pintori, pittore, critico d'arte e gallerista italiano (Nuoro, n. 1946)
- Giovanni Gregorio Piola, pittore italiano (Genova, n. 1572 - Marsiglia, † 1625)
- Giovanni Andrea Piola, pittore italiano (Genova, n. 1627 - † 1681)
- Giovanni Battista Piparo, pittore italiano (Palermo - Catania)
- Giovanni Battista Pittoni, pittore italiano (Venezia, n. 1687 - Venezia, † 1767)
- Giovanni Andrea Podestà, pittore e incisore italiano (Genova, n. 1608)
- Giovanni Bernardino Pollinari, pittore italiano (Piacenza, n. 1813 - Piacenza, † 1896)
- Giovanni Pietro de Pomis, pittore, medaglista e architetto italiano (Lodi, n. 1565 - Graz, † 1633)
- Giovanni Battista Ponchini, pittore italiano (Castelfranco Veneto)
- Giovanni Ponticelli, pittore italiano (Napoli - † 1880)
- Giovanni Pontini, pittore italiano (Venezia, n. 1915 - † 1970)
- Giovanni Domenico Porta, pittore italiano (San Maurizio d'Opaglio, n. 1722 - Roma, † 1780)
- Giovanni Battista Primi, pittore italiano (Roma - Genova, † 1657)
- Giovanni Antonio Pucci, pittore e poeta italiano (Firenze, n. 1677 - Firenze, † 1739)

## Q(2)
- Giovanni Battista Quadrone, pittore italiano (Mondovì, n. 1844 - Torino, † 1898)
- Giovanni Quagliata, pittore italiano (Messina, n. 1603 - Messina, † 1674)

## R(20)
- Giovanni Battista Ragazzini, pittore italiano (Ravenna, n. 1520 - † 1591)
- Giovanni Raggi, pittore italiano (Bergamo, n. 1712 - Bergamo, † 1793)
- Giovanni Battista Ramenghi, pittore italiano (Bologna, n. 1521 - Bologna, † 1601)
- Agostino Ratti, pittore italiano (Savona, n. 1699 - Genova, † 1775)
- Giovanni Rava, pittore italiano (Alba, n. 1874 - Agliè Canavese, † 1944)
- Giovanni Paolo Recchi, pittore italiano
- Giovanni da Oriolo, pittore italiano (Oriolo dei Fichi)
- Giovanni Renica, pittore italiano (Montirone, n. 1808 - Brescia, † 1884)
- Giovanni Antonio Requesta, pittore italiano (Padova, n. 1481 - Padova, † 1528)
- Giovanni Ricca, pittore italiano (n. 1603)
- Giovanni Battista Ricci, pittore italiano (Novara - Roma, † 1627)
- Giovanni Ricciardi, pittore e scultore italiano (Castellammare di Stabia, n. 1977)
- Giovanni Bernardino Rodriguez, pittore e scultore italiano († 1667)
- Giovanni Romagnoli, pittore e scultore italiano (Faenza, n. 1893 - Bologna, † 1976)
- Giovanni Francesco Romanelli, pittore italiano (Viterbo - Viterbo, † 1662)
- Giovanni Battista Ronchelli, pittore italiano (Castello Cabiaglio, n. 1715 - Castello Cabiaglio, † 1788)
- Giovanni Paolo Rossetti, pittore italiano (Volterra, n. 1519 - † 1586)
- Vanni Rossi, pittore italiano (Ponte San Pietro, n. 1894 - Milano, † 1973)
- Giovanni Battista Rossino, pittore italiano (Cagliari, n. 1872 - Cagliari, † 1956)
- Giovanni Battista Rovedata, pittore italiano (Trento - Trento)

## S(32)
- Giovanni Camillo Sagrestani, pittore italiano (Firenze, n. 1660 - Firenze, † 1731)
- Giovanni Salomone, pittore italiano (Napoli, n. 1806 - Napoli, † 1877)
- Giovanni Battista Sangiorgi, pittore italiano (Castel Bolognese, n. 1784 - † 1877)
- Giovanni Santi, pittore italiano (Colbordolo - Urbino, † 1494)
- Giovanni Sarnelli, pittore italiano (Napoli, n. 1714 - Napoli, † 1793)
- Giovan Battista Sassi, pittore italiano (Milano, n. 1679 - Milano, † 1762)
- Sassoferrato, pittore italiano (Sassoferrato, n. 1609 - Roma, † 1685)
- Giovanni Gerolamo Savoldo, pittore italiano (Brescia)
- Giovanni Scajario, pittore italiano (Asiago, n. 1726 - † 1792)
- Giovanni Scalise, pittore italiano (Crotone, n. 1883 - Crotone, † 1968)
- Baciccia Scano, pittore italiano (Cagliari, n. 1895 - Cagliari, † 1980)
- Giovanni Antonio Scaramuccia, pittore italiano (Montecolognola di Magione, n. 1570 - Perugia, † 1633)
- Giovanni Scaramuzza, pittore italiano (Rivolta d'Adda, n. 1818 - Roma, † 1844)
- Giovanni Schiavoni, pittore e insegnante italiano (Trieste, n. 1804 - Venezia, † 1848)
- Giovanni Battista Scotti, pittore e decoratore italiano (n. 1776 - San Pietroburgo, † 1830)
- Giovanni Secchi, pittore italiano (Bologna, n. 1876 - Darfo, † 1950)
- Giovanni del Sega, pittore italiano (Forlì - † 1527)
- Giovanni Segala, pittore italiano (Murano, n. 1662 - Venezia, † 1717)
- Giovanni Segantini, pittore italiano (Arco, n. 1858 - monte Schafberg, † 1899)
- Giovanni Giacomo Semenza, pittore italiano (Bologna, n. 1583 - Bologna, † 1636)
- Giovanni Battista Semino, pittore e scultore italiano (Genova, n. 1912 - Genova, † 1987)
- Giovanni Serodine, pittore svizzero (Ascona - Roma, † 1630)
- Giovanni Serritelli, pittore italiano (Napoli, n. 1818 - Napoli, † 1891)
- Giovanni Andrea Sirani, pittore e incisore italiano (Bologna, n. 1610 - Bologna, † 1670)
- Giovanni Antonio Sogliani, pittore italiano (Firenze, n. 1492 - Firenze, † 1544)
- Giovanni Sottocornola, pittore e restauratore italiano (Milano, n. 1855 - Milano, † 1917)
- Giovanni Martino Spanzotti, pittore italiano (Casale Monferrato - Chivasso)
- Giovanni Speranza, pittore italiano (Vicenza)
- Giovanni Stanchi Dei Fiori, pittore italiano (Roma, n. 1608)
- Giovanni Battista Stefaneschi, pittore e presbitero italiano (Ronta, n. 1582 - Venezia, † 1659)
- Giovanni Stradone, pittore italiano (Nola, n. 1911 - Roma, † 1981)
- Giovanni Francesco Surchi, pittore italiano (Ferrara, † 1590)

## T(15)
- Giovanni Battista Tagliasacchi, pittore italiano (Borgo San Donnino, n. 1696 - Castelbosco, † 1737)
- Giovanni Battista Tarilli, pittore e miniatore svizzero (Cureglia, n. 1549 - Cureglia, † 1614)
- Giovanni Tebaldi, pittore italiano (Parma, n. 1787 - Parma)
- Giovanni Battista Tempesti, pittore italiano (Volterra, n. 1729 - Pisa, † 1804)
- Tiberio Tinelli, pittore italiano (Venezia, n. 1587 - Venezia, † 1639)
- Giovanni Battista Tinti, pittore italiano (Parma, n. 1558 - Parma, † 1604)
- Giovanni Battista Todeschini, pittore italiano (Lecco, n. 1857 - Milano, † 1938)
- Giovanni Todisco, pittore italiano (Abriola)
- Giovanni Maria Tolosani, pittore italiano (Colle di Val d'Elsa - Colle di Val d'Elsa)
- Giovanni Tommasi Ferroni, pittore italiano (Roma, n. 1967)
- Giovanni Battista Tortiroli, pittore italiano (Cremona, n. 1621 - † 1651)
- Giovanni Toscani, pittore italiano (Firenze, n. 1372 - Firenze, † 1430)
- Giovan Battista Trotti, pittore italiano (Cremona, n. 1555 - Parma, † 1619)
- Giovanni Trussardi Volpi, pittore italiano (Clusone, n. 1875 - Lovere, † 1921)
- Giovanni Tuccari, pittore italiano (Messina, n. 1667 - Messina, † 1743)

## U(1)
- Giovanni Battista Urbinelli, pittore italiano (Urbino, n. 1605 - Urbino, † 1663)

## V(10)
- Gianni Valbonesi, pittore italiano (Roma, n. 1941)
- Giacomo Van Lint, pittore italiano (Roma, n. 1723 - † 1790)
- Giovanni Antonio Vanoni, pittore svizzero (Aurigeno, n. 1810 - Aurigeno, † 1886)
- Giovanni Venanzi, pittore italiano (Pesaro, n. 1627 - Pesaro, † 1705)
- Giovanni Vianello, pittore e decoratore italiano (Padova, n. 1873 - Padova, † 1926)
- Giovanni Maria Viani, pittore e incisore italiano (Bologna, n. 1636 - Pistoia, † 1700)
- Giovanni Battista Viola, pittore italiano (Bologna, n. 1576 - Roma, † 1622)
- Giovanni Battista Volpato, pittore e critico d'arte italiano (Bassano del Grappa, n. 1633 - Bassano del Grappa, † 1706)
- Giovanni Voltini, pittore e scenografo italiano (Roccabianca, n. 1875 - Levanto, † 1964)
- Giovanni van Houbraken, pittore fiammingo (Fiandre, n. 1612 - † 1676)

## Z(9)
- Giovanni Antonio Zaddei, pittore italiano (n. 1729 - Padenghe sul Garda)
- Giovanni Maria Zaffoni, pittore italiano (Pordenone)
- Giovanni Zanardi, pittore italiano (Bologna, n. 1700 - † 1769)
- Giovanni Zangrando, pittore italiano (Trieste, n. 1867 - † 1941)
- Giovanni Zannacchini, pittore italiano (Livorno, n. 1884 - Livorno, † 1939)
- Giovanni Zanzotto, pittore e decoratore italiano (Pieve di Soligo, n. 1888 - Pieve di Soligo, † 1960)
- Giovanni Zappettini, pittore e decoratore italiano (Bergamo, n. 1878 - Bergamo, † 1958)
- Giovanni Battista Zelotti, pittore italiano (Verona, n. 1526 - Mantova, † 1578)
- Giovanni Zuliani, pittore e incisore italiano (Villafranca di Verona, n. 1836 - Torino, † 1892)